# 1557
Cette page concerne l'année 1557  du calendrier julien. Pour l'année 1557 av. J.-C., voir 1557 av. J.-C.
L'année 1557 est une année commune qui commence un vendredi.

## Événements
- Mars : Japon : troisième bataille de Kawanakajima[1].
- 25 mars : l'évêque jésuite Andrés de Oviedo arrive avec cinq compagnons à Massaoua en Éthiopie ; le 26 mai, ils atteignent la cour du négus Claude qui les accueille amicalement mais rejette leur projet d’union de l’Église éthiopienne avec l'Église de Rome ; après la mort de Claude en 1559, la mission est exilée par son successeur Menas et réside à Fremona, près d’Adoua, sous la protection du seigneur du Tigré[2],[3],[4].
- Avril :
  - Éthiopie[5] : les Ottomans s’emparent de Massaoua, d’Arkiko, puis de la forteresse de Débaroa dans le Tigré. Le pacha Özdemür assiège et prend le couvent jamais violé de Debré-Damo, massacre les moines, profane et pille l’église. Le gouverneur du Tigré parvient à surprendre les troupes ottomanes qui allaient s’emparer de la péninsule de Bour, et inflige une dure défaite à la reine musulmane du Mazaga, Gaéoua, alliée des Turcs[6].
  - Régence d'Alger : Le beylerbey d’Alger Takarli Tchalabi est assassiné par les janissaires, qui s'emparent d'Alger. Le caïd Yussuf prend le pouvoir, mais meurt de la peste et les janissaires désignent Yahya Pacha[7].
- Mai : les Ouzbeks reprennent Boukhara[8]. Apogée de la dynastie chaybanide du khanat de Boukhara sous le règne d'Abdullah b. Iskandar (fin en 1598).
- Juin :
  - Après un an d’anarchie et de complot, le sultan de Constantinople désigne de nouveau Hassan Pacha, fils de Khayr al-Din, comme beylerbey d’Alger (fin en 1567). Celui-ci rétablit l’ordre, envahit une partie du Maroc dont le souverain a été assassiné par les Turcs) et écrase l’armée espagnole du comte d’Alcaudète[7].
  - L'émir Saadien de Fès Mohammed ech-Cheikh profite des troubles dans la régence d'Alger pour menacer Tlemcen[7].
- 23 octobre[9] : le pacha d’Alger fait assassiner l'émir Saadien Mohammed ech-Cheikh qui s’était allié avec les Espagnols d’Oran[7]. Son fils Moulay abd-Allah lui succède au Maroc et poursuit sa politique d’alliance avec les Espagnols contre les Turcs, tout en essayant de chasser les Portugais de la côte Atlantique (fin en 1574). Il développe les relations commerciales du Maroc avec les Anglais.
- 27 décembre : les Chabbîa ou Shabbiyya, confrérie maraboutique nomade ayant réussi à s’emparer de Kairouan, sont délogés par les Turcs de Dragut[10]. L’état Chabbîa disparaît vers l’Ouest.

- Aménagement d'un établissement portugais fortifié à Accra[11].
- Disettes et épidémies au Maroc (1557-1558)[12].
- Les Ming autorisent les Portugais de Malacca à s’installer à Macao en remerciement de leur aide contre les pirates[13].

### Amérique
- 9 janvier : le vice-roi du Pérou Andrés Hurtado de Mendoza nomme son fils García Hurtado de Mendoza, 21 ans, gouverneur du Chili[14]. Il l'envoie avec 350 hommes, des chevaux et des armes.
- 7 mars : Jean de Léry arrive dans la colonie de France antarctique (auteur de l'Histoire d'un voyage faict en la terre du Brésil)[15].
- 1er avril, guerre d’Arauco, Chili : mort au combat du chef mapuche Lautaro[16].
- 7 novembre : bataille de Lagunillas ou du Biobío[17]. Garcia de Mendoza décide de prendre les Araucans à revers, débarque à Concepción et bât les Araucans sur les bords du lac de Lagunilla. Le chef araucans Galvarino a les mains coupées avant d’être libéré.
- 30 novembre : Garcia de Mendoza est de nouveau victorieux de Caupolicán dans la plaine de Melirupu (Millarapue), libérant de la pression des Indiens Valdivia et la côte[17]. Pour contrôler l’Araucanie, il fait construire la place forte de Cañete et la confie à Alonso de Reinoso.

### Europe
- 31 janvier : rupture de la trêve de Vaucelles. Reprise des hostilités entre l'Espagne et la France[18].
- Janvier : union secrète entre Philippine Welser et l’archiduc Ferdinand de Tyrol[19].
- 27 février : arrivée de la première ambassade russe en Angleterre[20].
- Février : Ivan IV de Russie refuse de recevoir une ambassade livonienne[21].
- 2 mars : François de Guise, à la tête d'une expédition française contre Naples, arrive à Rome[22]. Il s’oppose au duc d’Albe, qui victorieux, repousse les Français d’Italie. Le pape Paul IV, allié de la France, est forcé à signer la paix en septembre.
- 24 avril-15 mai : échec de François de Guise devant Civitella[23].
- 20 mai : retour de Philippe II d'Espagne en Angleterre[24].
- Mai : La diète de Klausenbourg (Turda) assure la liberté mutuelle des religions catholique et luthérienne en Hongrie[25].

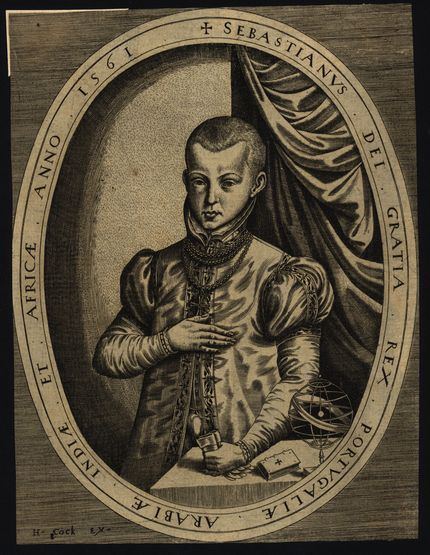
11 juin : Sébastien Ier, roi de Portugal. Petit-fils de Jean III de Portugal, il est âgé de trois ans. La reine Catherine, grand-mère de l’enfant-roi et le cardinal infant Henri, son grand-oncle, se disputent la régence. Henri l’emporte, et confie l’éducation de Sébastien à un jésuite portugais, Luis Gonçalves de Camara. Il inculque au jeune roi une dévotion fanatique et le culte de l’esprit chevaleresque.

- 11 juin : début du règne de Sébastien Ier, roi de Portugal (fin en 1578). Tutelle de Henri le Cardinal (fin en 1568)[26].
- 17 juin : Marie Tudor s’engage contre les Valois aux côtés de son époux Philippe II d'Espagne[27].
- 3 juillet : traité entre Philippe II et Cosme de Médicis, qui obtient Sienne et son territoire[28]. Cosme en prend possession le 19 juillet[29].
- 12 juillet : début de la première expédition de l'anglais Anthony Jenkinson en Russie : il débarque à la baie de Saint-Nicolas puis se rend à Moscou où il est reçu par le tsar en décembre. L'année suivante il descend la Volga jusqu’à Astrakhan et rejoint la Perse. L'Angleterre tente ainsi de contourner le monopole turc avec le commerce du Levant (1557-1581)[30].

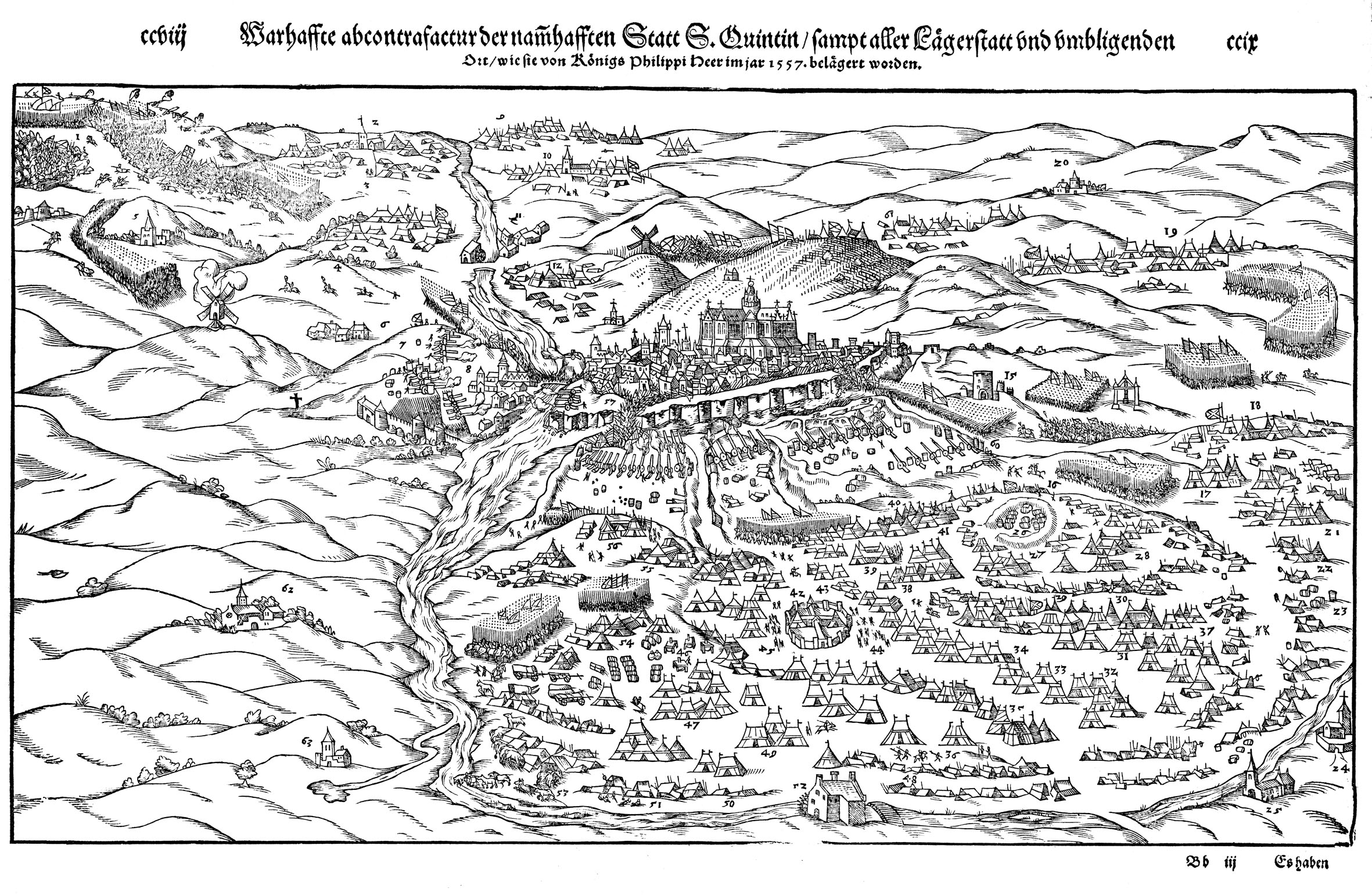
10 août : bataille de Saint-Quentin

- 10 août : bataille de Saint-Quentin. Victoire des Espagnols de Emmanuel-Philibert de Savoie sur le connétable de Montmorency[23]. Pendant trois semaines, malgré une défense acharnée de l'amiral Coligny et de l'ingénieur Saint Remy, retranchés dans Saint Quentin avec 1800 hommes, la ville passe aux Espagnols. L’armée de Philippe II, forte de 60 000 hommes, ne peut pas marcher sur Paris faute de ravitaillement. Guise doit rentrer d’Italie pour rétablir la situation.
- Août : disette à Barcelone[31].
- 11 septembre : ouverture du colloque de Worms réunissant protestants et catholiques, convoqué par Ferdinand Ier, dans lequel s’affrontent Melanchthon et Canisius, sans résultat (fin le 1er décembre)[32].
- 14 septembre :
  - traité de Pozwol. Le roi de Pologne Sigismond Auguste contraint la Livonie à s’unir à la Lituanie pour résister au tsar[33].
  - paix entre le pape Paul IV et le duc d’Albe[23].
- 3 décembre, Édimbourg : les réformés écossais s’unissent selon l’usage du Covenant (serment de défendre une cause et de rester unis jusqu’à la mort). La régente Marie de Guise refuse d’accéder à leur demande, ce qui provoque une rébellion dans laquelle interviennent les troupes françaises et anglaises[34].

- Création du patriarcat serbe de Peć grâce au vizir Mehmed pacha Sokolović[35].
- Espagne : saisie de deux tonneaux de livres interdits envoyés de Genève par un exilé espagnol entraînant un durcissement de la répression par l’État et l’Inquisition[36].
- Sigismond Auguste de Pologne accorde la pleine liberté de culte aux Luthériens des villes de Prusse ducale par les édits de 1557-1558[37].
- La couronne d’Espagne est en cessation de paiement. Effondrement du capitalisme familial allemand (Fugger). Faillites[38].

## Naissances en 1557
- 1er janvier : Étienne II Bocskai, noble hongrois († 29 décembre 1606).
- 11 février : Johannes Wtenbogaert, pasteur protestant néerlandais († 4 septembre 1644).
- 15 février :
  - Vittoria Accoramboni, noble italienne († 22 décembre 1585).
  - Alfonso Fontanelli, compositeur, écrivain, diplomate, courtisan et aristocrate italien († 11 février 1622).
- 24 février : Matthias Ier de Habsbourg, prince de la maison de Habsbourg († 20 mars 1619).
- 22 mars : Casimir VI de Poméranie, duc administrateur luthérien et prince-évêque de Cammin († 10 mai 1605).
- 24 mars : Henri de Genevois, probablement le fils illégitime de Jacques de Savoie et de Françoise de Rohan († 1596).
- 25 mars : Charles de Saint-Sixte, prélat français († 13 avril 1614).
- 11 avril : Frédéric des Deux-Ponts, membre de la maison de Palatinat-Deux-Ponts († 17 décembre 1597).
- 14 avril : Lew Sapieha, grand secrétaire du Grand duché de Lituanie, grand clerc, grand chancelier de la Cour, grand chancelier de Lituanie, voïvode de Vilnius, grand hetman de Lituanie († 7 juillet 1633).
- 5 mai : Emmanuel de Lalaing, Baron de Montigny, marquis de Renty, seigneur de Condé, Chevalier de la Toison d'or, grand bailli et gouverneur du Hainaut († 27 décembre 1590).
- 28 mai : Jean de Viene, homme politique français († 27 juin 1608).
- 31 mai : Fédor Ier, tsar de Russie († 17 janvier 1598).
- ? mai : René Breslay, évêque de Troyes († 2 novembre 1641).
- 10 juin : Leandro Bassano, peintre maniériste italien de l'école vénitienne († 15 avril 1622).
- 28 juin : Philip Howard, noble anglais, 13e comte d’Arundel († 19 octobre 1595).
- 4 août : Louis de Vervins, ecclésiastique dominicain français, archevêque de Narbonne († 8 février 1628).
- 16 août : Agostino Carracci, peintre italien († 22 mars 1602).
- 19 août : Frédéric Ier de Wurtemberg, duc de Wurtemberg et comte de Montbéliard († 29 janvier 1608).
- 4 septembre : Sophie de Mecklembourg-Güstrow, reine consort de Danemark et de Norvège († 14 octobre 1631).
- 11 septembre : Joseph Calasanz, fondateur espagnol des Piaristes († 25 août 1648).
- 14 septembre : Denis Largentier, théologien de l'Université de Paris, moine de Clairvaux, puis procureur général de l'Ordre cistercien († 25 octobre 1624).
- 16 septembre :
  - Martin Behm, pasteur allemand († 5 février 1622).
  - Jacques Mauduit, compositeur, luthiste et humaniste français († 21 août 1627).
- 5 octobre : Antoine Favre, juriste et écrivain savoisien († 28 février 1624).
- 12 octobre : Hans Heinrich Wägmann, peintre, dessinateur et cartographe suisse († vers 1628).
- Date précise inconnue :
  - Floriano Ambrosini, architecte italien († 1621).
  - Bernardo Castello, peintre baroque italien († 4 octobre 1629).
  - François de Coligny, fils de l'amiral Gaspard de Coligny († 1591).
  - Giovanni Croce, compositeur et maître de chapelle italien († 15 mai 1609).
  - Giovanni Gabrieli, compositeur et organiste italien († 12 août 1612).
  - Balthazar Gérard, connu pour avoir assassiné Guillaume Ier d'Orange-Nassau († 14 juillet 1584).
  - Anthony Grey, Comte de Kent († 9 novembre 1643).
  - Henri de Saint-Rémi, fils naturel du roi Henri II et de sa maîtresse Nicole de Savigny († 14 février 1621).
  - Irina Godounova, sœur de Boris Godounov, épouse du tsar Fédor Ier Ivanovitch, brièvement tsarine de Russie en 1598 († 29 octobre 1603).
  - Kamei Korenori, daimyo de l'époque Azuchi Momoyama et du tout début de l'époque d'Edo († 27 février 1612).
  - Katakura Kagetsuna, samouraï du clan Katakura de la fin de la période Sengoku († 4 décembre 1615).
  - Jacques de La Guesle, magistrat français, procureur général du roi près le parlement de Paris († 1612).
  - Urbain de Laval Boisdauphin, homme de guerre et diplomate français († 27 mars 1629).
  - Charles Luython, compositeur de la cinquième génération de l'école franco-flamande († 2 août 1620).
  - Claude Mollet, jardinier, dessinateur de jardins et théoricien français († 23 mai 1647).
  - Nishina Morinobu, commandant samouraï de l'époque Sengoku et vassal du clan Takeda († 25 mars 1582).
  - Jean Palerne, écrivain, poète et voyageur français († 9 septembre 1592).
  - Thomas Pilchard, prêtre catholique anglais († 21 mars 1587).
  - Gaspard de Pontevès, chef des ligueurs en Provence, grand sénéchal de Provence et gouverneur de Provence († 1610).
  - Jean de Poutrincourt, gentilhomme français fondateur de la colonie de Port-Royal, en Nouvelle-France († 1615).
  - Matthias Quad, graveur et cartographe de Cologne († 29 octobre 1613).
  - Cornelis Schuyt, organiste et compositeur néerlandais († 9 juin 1616).
  - Ascensidonio Spacca, peintre italien († 1646).
  - Tomaso Spinola, 90e Doge de Gênes († 1631).
  - Jean de Sponde, poète baroque basque français († 18 mars 1595).
  - Toda Katsushige, daimyo des périodes Sengoku et Azuchi Momoyama de l'histoire du Japon († 21 octobre 1600).
  - Balthazar de Villars, conseiller du roi français et lieutenant particulier († 1629).
- 1555 ou 1557 :
  - Oda Nobutada, fils aîné d'Oda Nobunaga († 21 juin 1582).
- Vers 1557 :
  - Thomas Morley, organiste, compositeur et théoricien anglais († octobre 1602).
  - Guillaume Saultemouche, frère jésuite français († 7 février 1593).
- 1557 ou 1561 :
  - Wenceslas Cobergher, peintre, graveur, architecte, ingénieur, numismate, archéologue et financier flamand († 23 novembre 1634).

## Décès en 1557
- 2 janvier : Le Pontormo, peintre maniériste florentin (º 24 mai 1494).
- 4 janvier : Philippe de Mecklembourg, prince de la maison ducale de Mecklembourg-Schwerin (º 12 septembre 1514).
- 8 janvier : Albert II Alcibiade de Brandebourg-Kulmbach, homme d'état et militaire allemand (º 28 mars 1522).
- 9 avril : Mikael Agricola, réformateur finnois (º vers 1510).
- 4 mai : Georges d'Autriche, évêque de Brixen (Tyrol) et archevêque de Valence (º 1505).
- 5 mai : Viglius Van Aytta, jurisconsulte hollandais (º 19 octobre 1507).
- 11 juin : Jean III de Portugal, quinzième roi du Portugal (º 6 juin 1502).
- 21 juin : Baptiste Tronchay, écrivain français (º 1508).
- 5 juillet : Francesco d'Ubertino, peintre italien de l'école florentine (º 1er mars 1494).
- 16 juillet :
  - Vincenzo degli Azani, peintre italien  (º 1486).
  - Anne de Clèves, épouse du roi Henri VIII d'Angleterre, Reine d'Angleterre grâce à cette union royale (º 22 septembre 1515).
- 9 août : Nicholas Ludford, compositeur anglais (º vers 1485).
- 12 août : Sir John Pollard, homme politique anglais.
- 1er septembre : Jacques Cartier, explorateur français (º 23 septembre 1491).
- Septembre ou octobre : Marc Béchot, graveur en monnaies et médailles français (º 1520)[39].
- 5 octobre : Francesco d'Ubertino dit Le Bachiacca, peintre italien (º 1494).
- 25 octobre : William Cavendish, huissier du cardinal Thomas Wolsey; il obtint la faveur de Henri VIII d'Angleterre et de ses successeurs, qui l'élevèrent aux honneurs (º 1505).
- 31 octobre : Sir Nicholas Hare (º v.1495), homme politique et juge anglais.
- 15 novembre : Ferdinand Ier de Guastalla, condottiere italien membre de la famille noble des Gonzague (º 28 janvier 1507).
- 19 novembre : Bona Sforza, reine de Pologne, princesse et archiduchesse (º 2 février 1494).
- 22 novembre : Oda Nobuyuki, samouraï de l'époque Sengoku de l'histoire du Japon (º 1536).
- 6 décembre : Élisabeth de Hesse, princesse de Hesse (º 4 mars 1502).
- 7 décembre : Mary FitzRoy, duchesse anglaise de la période Tudor (º 1519).
- 13 décembre : Niccolo Fontana Tartaglia, mathématicien italien (º 1499).
- 24 décembre : Durante Duranti, cardinal italien (º 5 octobre 1507).
- Date précise inconnue :
- Gutierre de Cetina, poète espagnol (º 1520).
- Après 1557 :
  - Diego Pisador, vihueliste et compositeur espagnol de la Renaissance (º vers 1509).
  - Enríquez de Valderrábano, vihueliste et compositeur espagnol º vers 1500).